# Hebeulima
Genre
Hebeulima est un genre de mollusques gastéropodes au sein de la famille Eulimidae. Les espèces rangées dans ce genre sont marines et parasitent des échinodermes ; l'espèce type est Hebeulima inusta.

## Distribution
Au moins une espèce, Hebeulima columnaria, est présente dans le Sud de l'océan Pacifique, notamment sur le littoral de Tasmanie.

## Liste d'espèces
Selon World Register of Marine Species (25 août 2017) :
- Hebeulima columnaria (May, 1915)
- Hebeulima crassiceps Laseron, 1955
- Hebeulima insignis (Turton, 1932)
- Hebeulima inusta (Hedley, 1906)